# Christian Ammer
Christian Ammer (* 1962 in München) ist ein deutscher Forstwissenschaftler und Professor für Waldbau und Waldökologie der gemäßigten Zonen an der Georg-August-Universität Göttingen.

## Leben
Ammer studierte Forstwissenschaften an der Ludwig-Maximilians-Universität München (LMU) und absolvierte im Anschluss ein Referendariat in der Bayerischen Staatsforstverwaltung. Sein Vater Ulrich Ammer war Professor für Landnutzungsplanung und Naturschutz an der LMU.
Ab 1992 war er als wissenschaftlicher Mitarbeiter an der LMU tätig, wo er 1996 zum Doktor der Forstwissenschaften promoviert wurde, und mit der Umsetzung der Forstwissenschaftlichen Fakultät an die TU München ab 1999 als wissenschaftlicher Mitarbeiter ebendort. Nach seiner 2001 erfolgten Habilitation im Fach Waldbau war er zunächst als Forstrat am Forstamt Landshut, danach als Forstoberrat im Referat Aus- und Fortbildung, Forstliche Forschung, Information und Dokumentation des Staatsministerium für Landwirtschaft und Forsten tätig.
2005 wurde Ammer zum Leiter des Sachgebiets Waldbau an der Bayerischen Landesanstalt für Wald und Forstwirtschaft in Freising-Weihenstephan ernannt, ehe er 2007 von der Georg-August-Universität Göttingen zum Professor für Waldbau und Waldökologie der gemäßigten Zonen an der Fakultät für Forstwissenschaften und Waldökologie berufen wurde.
Seit 2025 ist er korrespondierendes Mitglied der Niedersächsischen Akademie der Wissenschaften zu Göttingen.

## Veröffentlichungen
- C. Ammer: Impact of ungulates on structure and dynamics of natural regeneration of mixed mountain forests in the Bavarian Alps. In: Forest Ecology and Management. Band 88, 1996, S. 43–53.
- T. Knoke, B. Stimm, C. Ammer, M. Moog: Mixed forests reconsidered: a forest economics contribution on an ecological concept. In: Forest Ecology and Management. Band 213, 2005, S. 102–116.
- T. Knoke, C. Ammer, B. Stimm, R. Mosandl: Admixing broadleaved to coniferous tree species: a review on yield, ecological stability and economics. In: European Journal of Forest Research. Band 127, 2008, S. 89–101.
- Andreas Bolte, Christian Ammer, Magnus Löf, Palle Madsen, Gert-Jan Nabuurs, Peter Schall, Peter Spathelf, Joachim Rock: Adaptive forest management in central Europe: Climate change impacts, strategies and integrative concept. In: Scandinavian Journal of Forest Research. 24, 6, 2009, S. 473–482. doi:10.1080/02827580903418224
- Christian Ammer, Torsten Vor, Thomas Knoke, Stefan Wagner: Der Wald-Wild-Konflikt. Analyse und Lösungsansätze vor dem Hintergrund rechtlicher, ökologischer und ökonomischer Zusammenhänge. (= Göttinger Forstwissenschaften. Band 5). Göttinger Universitätsverlag, Göttingen 2010, ISBN 978-3-941875-84-5. (online; PDF; 4,51 MB)